# Неизвестный по имени меридарх из Таксилы

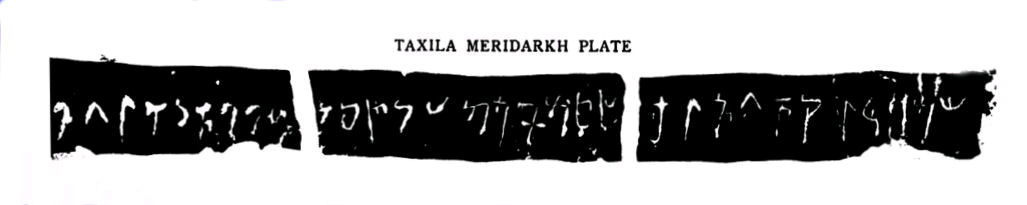
Надпись неизвестного по имени меридарха

Неизвестный по имени меридарх из Таксилы — меридарх в Северо-Западной Индии во второй половине I века до н. э.
О неизвестном по имени меридархе из Таксилы известно из обнаруженной надписи, где сообщается что он вместе с женой установил в честь матери и отца ступу. Это сооружение было частью расположенного в Таксиле религиозного комплекса Ступа Дхармараджика.
По замечанию А. А. Попова, термин μερίδοφχες появился в эпиграфических источниках Северо-Западной Индии в I веке до н. э. после падения власти греков в Бактрии. Эти «наместники частей» управляли территориями, являвшимися административными частями сатрапий. С. Конов относил время правления этого меридарха ко второй половине I века до н. э. По замечанию В. Тарна, указанный губернатор, видимо, осуществлял свои полномочия в ранний период владычества в Индии саков. Он, несомненно, был исповедовавшим буддизм индийцем, так как в надписи мать указана ранее отца, что свойственно для индийских надписей, но не для греческих.